# Asking Alexandria (альбом)
Asking Alexandria — альбом британской одноимённой группы, выход которого состоялся 15 декабря 2017 года. Это первый альбом, записанный после возвращения Денни Уорснопа, который отсутствовал в группе с января 2015 по октябрь 2016. Также это первый альбом группы, спродюсированный Мэттом Гудом (из From First to Last).

## Список композиций
| №                   | Название                                                         | Длительность |
| ------------------- | ---------------------------------------------------------------- | ------------ |
| 1.                  | «Alone In a Room»                                                | 4:06         |
| 2.                  | «Into the Fire»                                                  | 3:58         |
| 3.                  | «Hopelessly Hopeful»                                             | 3:13         |
| 4.                  | «Where Did It Go?»                                               | 3:14         |
| 5.                  | «Rise Up»                                                        | 3:07         |
| 6.                  | «When the Lights Come On»                                        | 3:23         |
| 7.                  | «Under Denver»                                                   | 4:06         |
| 8.                  | «Vultures»                                                       | 3:28         |
| 9.                  | «Eve»                                                            | 3:59         |
| 10.                 | «I Am One»                                                       | 3:32         |
| 11.                 | «Empire» (совместно с Bingx)                                     | 4:17         |
| 12.                 | «Room 138»                                                       | 3:44         |
| 13.                 | «Into the Fire (Radio Edit) » (содержит скрытый трек "Explicit") | 5:41         |
| Общая длительность: | Общая длительность:                                              | 50:37        |

| №                   | Название                                   | Длительность |
| ------------------- | ------------------------------------------ | ------------ |
| 13.                 | «Into the Fire (Radio Edit)»               | 3:31         |
| 14.                 | «Vultures (Рок Версия)»                    | 3:27         |
| 15.                 | «Where Did It Go? (Hyro the Hero Mash-Up)» | 2:17         |
| 16.                 | «Perfect»                                  | 4:31         |
| 17.                 | «Rise Up (Demo)»                           | 3:19         |
| 18.                 | «Alone In a Room (Acoustic)»               | 4:25         |
| 19.                 | «Alone In a Room (Dex Luthor Remix)»       | 3:18         |
| Общая длительность: | Общая длительность:                        | 68:00        |

## Участники записи
Asking Alexandria
- Дэнни Уорсноп — вокал
- Бен Брюс — гитара, бэк-вокал, вокал в 11 треке
- Кэмерон Лидделл — гитара
- Сэм Беттли — бас-гитара
- Джэймс Касселлс — ударные

Дополнительные музыканты
- Bingx — вокал в 11 треке

Производственный персонал
- Мэтт Гуд — продюсирование, клавишные, программирование, инжиниринг
- Тейлор Ларсон — сведение
- Тед Дженсен — мастеринг

## Позиции в чартах
| Чарт (2017)                          | Пиковая позиция |
| ------------------------------------ | --------------- |
| Australian Albums (ARIA)             | 53              |
| Канада (Canadian Albums Chart)       | 53              |
| Германия (Offizielle Top 100)        | 71              |
| New Zealand Heatseeker Albums (RMNZ) | 5               |
| Швейцария (Schweizer Hitparade)      | 63              |
| Великобритания (UK Albums Chart)     | 86              |
| США (Billboard 200)                  | 27              |